# Cuviera cuvieroides
Cuviera cuvieroides là một loài thực vật có hoa trong họ Thiến thảo. Loài này được (Wernham) Onana mô tả khoa học đầu tiên năm 2008.